# 拉里坦鎮區 (伊利諾伊州亨德森縣)
拉里坦鎮區（英語：Raritan Township）是位於美國伊利諾伊州亨德森縣的一個行政鎮區。

## 地方資料
根據2010年美國人口普查的數據，拉里坦鎮區的面積為90.00平方千米，當中陸地面積為90.00平方千米，而水域面積為0.00平方千米。當地共有人口269人，而人口密度為每平方千米2.99人。